# Хильдесхаймер, Вольфганг
Вольфганг Хильдесхаймер (9 декабря 1916 года, Гамбург — 21 августа 1991 года, Поскьяво, Швейцария) — немецкий писатель и художник.

## Биография
Вольфганг Хильдесхаймер родился в Гамбурге в еврейской семье. С 1919 года его отец Арнольд работал на маргариновом заводе Van den Bergh около Клеве, переехал в Неймеген с 1921 по 1923 год и в Мангейм в 1923 году, где был филиал этого завода. Он и его мать Ханна были хорошо знакомы с многочисленными еврейскими интеллектуалами и придерживались сионистских взглядов. После эмиграции в Палестину Арнольд основал химический завод в 1933 году.
Вольфганг ходил в голландский детский сад в Неймегене. С 1926 года Хильдесхаймер посещал гуманистическую гимназию в Мангейме, между 1930 и 1933 годами — школу Оденвальда в Обер-Гамбахе. В 1933 году после прихода в Германии к власти нацистов покинул страну и переехал в Великобританию, где учился в школе Frensham Heights School в Фарнеме. С 1934 года он учился на плотника в Палестине, куда ранее эмигрировали его родители. С 1937 года изучал живопись и сценографию в Лондоне. В 1939 году он вернулся в Палестину через Швейцарию и Италию.
После окончания войны он вопреки совету родителей вернулся в Германию. В 1946 году он начал работать в качестве синхронного переводчика и клерка на Нюрнбергском процессе. Затем он работал писателем и был членом Группы 47. Он жил в Амбах-ам-Штарнбергерзее, а с 1953 года — в Мюнхене. С 1957 года жил в Швейцарии и Италии.
Речь, которую Хильдесхаймер произнес в 1960 году по случаю Международной театральной недели студенческих театров в Эрлангене под названием «О театре абсурда», произвела фурор. В 1980 году Хильдесхаймер произнес речь на открытии Зальцбургского фестиваля («Что говорит музыка»).
После того, как Хильдесхаймер перевел стихотворения Стефана Жоржа Дас Яр дер Зеле (1944) и «Сыновья эльфов» Франца Кафки (1946) на английский в 1940-х годах, он переводил англоязычную литературу на немецкий язык с 1950-х годов. Он перевел, среди прочего, «Ночной лес» Джуны Барнс, часть из «Поминок по Финнегану» Джеймса Джойса (Анна Ливия Плюрабель, аннотированный текст, начало 1966 г., вся глава 1970 г.) и прозу Сэмюэля Беккета («Как рассказывалась история», 1973), а также две пьесы Джойса. Джордж Бернард Шоу (Die Heilige Johanna , 1966, и Helden , 1970), так же как он также переводил преимущественно английские пьесы как драматург: дважды Ричард Бринсли Шеридан (Die Lästerschule, 1960, und Rivalen, 1961) и один раз Уильям Конгрев (Der Lauf der Welt, 1982).); также произведение Карло Гольдони (Свекор, 1961) из итальянского. Он также перевел подписи в « Quo vadis» Рональда Сирла и шести рассказах с картинками Рональда Сирла (1962 г.).
Его рассказы Lieblose Legenden были созданы с 1950 по 1962 год (первое собрание книг было издано в 1952 году с иллюстрациями Пола Флоры), были включены в многочисленные антологии, транслировались по радио, педагогически редактировались в школьных учебниках, а также переводились; они входят в число классиков немецкой послевоенной литературы. За книгу прозы «Тынсет» (1965) он получил премию Бюхнера и Бременскую литературную премию. Моцарт (1977) стал бестселлером и является наиболее переводимой работой Хильдесхаймера. Марбот. Eine Biographie (1981) — это вымышленная биография, которую современники считали подлинной, и грустно-комическая проза Mitteilungen an Max (1983). В 1982 году Хильдесхаймер получил почётное гражданство Швейцарии по месту жительства Поскьяво.
Вольфганг Хильдесхаймер похоронен на протестантском кладбище в Поскьяво.

## Награды и звания
- Радиоспектакль «Военный слепой», 1955 год для принцессы Турандот[6]
- Член Немецкой академии языка и поэзии
- Премия Бюхнера, 1966[9][6]
- Бременская литературная премия, 1966[6]
- Premio Verinna Lorenzon, 1980
- Большая литературная премия Баварской академии изящных искусств , 1982
- Почетный гражданин из Poschiavo, 1982
- Большой федеральный крест за заслуги перед Федеративной Республикой Германия, 1983
- Медаль за искусство и науку Вольного ганзейского города Гамбурга, 1987
- Литературная премия Вайльхайма, 1991

## Произведения
- 1952: Легенды без любви. Короткие истории. С 123 p. В DVA, Штутгарт 1952, DNB 452013704 . Со 171 стр. Автор Büchergilde Gutenberg 2016, ISBN 978-3-763269044 .
- 1952: Конец никогда не наступает. Радиоспектакль (WP: NWDR 17 июня 1953 г.)
- 1953: рай ложных птиц. роман
- 1953: Встреча в Балканском экспрессе. Радиоспектакль (WP: NWDR 12 февраля 1953 г.)
- 1953: Конец света. Funkoper с Гансом Вернером Хенце (WP: NWDR 4 декабря 1953 г.)
- 1954: принцесса Турандот . Радиоспектакль (WP: NWDR 29 января 1954 г.) [9]
- 1954: На берегу Плотиницы. Радиоспектакль (премьера: 22 июня 1954 г.)
- 1955: Драконий трон. Комедия [10]
- 1955: Жертвоприношение Елены. Радиоспектакль[7].
- 1958: Пастораль или время какао. Играть
- 1960: Вороны мистера Вальзера. Радиоспектакль, NDR 1960. [11]
- 1960: Завоевание принцессы Турандот.
- 1961: Задержка.
- 1962: Неудачные рекорды. Программная проза
- 1963: Ночная пьеса.
- 1965: Тынсет . Лирическая проза. 268 стр., Suhrkamp 1965, ISBN 3-518384686 . (Бременская литературная премия 1966 г.)
- 1970: Мария Стюарт. Пьеса
- 1971: Times в Корнуолле
- 1973: Масанте. роман
- 1977: Моцарт . Биографический очерк. 415 С. Зуркамп 1977–1994, ISBN 3-518032046 . Insel-Verlag 2005, ISBN 3-458348263.
- 1977: Звуки биосферы. Спектакль по радио. 75 С. Зуркамп , 1977, ISBN 3-518015338 .
- 1981: Марбот. Биография. Роман 326 С. Зуркамп 1981-1996, ISBN 3-518032054 . Verlag Süddeutsche, 2007, ISBN 978-3-866155350 .
- 1983: Сообщение Максу о положении дел и других вещах. 79 С. Зуркамп , 1983–1993 гг., ISBN 3-518377760 .
- 1984: Наконец-то один. Коллажи
- 1984: стихи и коллажи. Под редакцией Фолькера Йеле.
- 1986: В ожидании ночи. Коллажи
- 1989: Подпись , том 11 из серии, организованной Гансом Тео Роммерскирхеном
- 1990: Сумка, лук. Десять блесков с графикой. Под редакцией Фолькера Йеле
- 1991: Пейзаж с Фениксом. Коллажи
- Коллективные работы
- 1988: Радио играет. Отредактировал Фолькер Йеле.
- 1989: Пьесы. Под редакцией Фолькера Йеле.
- 1991: Собрание сочинений в 7 томах . Под редакцией Volker Йель и Chr. Nibbrig , Зуркамп, 1991, DNB 551882360
- Выступления и разговоры
- 1960: О театре абсурда. речь
- 1991: Обращение к молодежи. С припиской для родителей. С двумя коллажами автора и послесловием, Suhrkamp 1991, ISBN 3-518404249 . [13]
- 1993: Я сейчас молчу. (Вольфганг Хильдесхаймер) Книга из серии ZDF « Свидетели века» . Письменная версия беседы. Отредактировал Инго Германн. Lamuv Verlag, Göttingen 1993, ISBN 3-889773265 . [14]
- 1995: Почему Моцарт плакал? Выступления от двадцати пяти лет. (273 стр.) Suhrkamp, 1-е издание 1995 г., ISBN 3-518391348 #.

## Переписка
- 2016: «Видимая реальность для меня ничего не значит». Письма родителям, 1937-1962 гг. Под редакцией Фолькера Йеле, Зуркамп , 2016 г., ISBN 3-518425153 .
- 2017: «Все остальное в моем романе» - Двенадцать переписок. Под редакцией Стефана Брэза с Ольгой Бланк и Томасом Уайлдом. Зуркамп, Берлин, ISBN 978-3-518-42769-9 .
- 1950: Истребитель. (Из Lieblose Legenden, 1952 г.) В: Süddeutsche Zeitung от 23 мая 1950 г.
- 1952: Сумка, лук. В: Die Literatur, № 1/1952.

## Выставки
- 2013: Баварская академия изящных искусств : Вольфганг Хильдесхаймер и изящные искусства